# Flugplatz El Tamarindo

i7
i11
i13
Der Aeropuerto de El Tamarindo (ICAO-Code: MSET) ist ein Flugplatz im Departamento La Unión am Golf von Fonseca in El Salvador.

## Lage
Der Verkehrslandeplatz befindet sich auf der Halbinsel El Jaguey rund 190 Kilometer östlich der Hauptstadt San Salvador. Er wurde ursprünglich als Militärflugplatz angelegt. Die asphaltierte Start- und Landebahn 15/33 hat eine Länge von 1430 Metern. Der Flugplatz wird von der Comisión Ejecutiva Portuaria Autónoma verwaltet und ist für Leichtflugzeuge und Hubschrauber zugelassen.

## Ausbau zum Regionalflughafen
Die Bürgermeister der Gemeinden El Carmen, Conchagua, Santa Rosa de Lima, Intipuca, Pasaquina, San José de la Fuente, La Unión, Bolívar, Yayantique und Chirilagua, die sich rund um den im Bau befindlichen Megahafen Puerto La Unión Centroamericana befinden, beabsichtigen in Übereinstimmung mit den künftigen Hafenaktivitäten und dem zu erwartenden Tourismus der nahe gelegenen Badebuchten den Flugplatz auszubauen. Der Verteidigungsminister David Munguia Payes  und der stellvertretende Minister für Tourismus Mauritius Oñate haben mit den Bürgermeistern eine Machbarkeitstudie für einen Regionalflughafen eingeleitet. Der japanische Botschafter in El Salvador Shisei Kaku hat die Bereitschaft zur Unterstützung erklärt, da sich Japan ja auch bereits am Bau der modernen Pieranlage vom neuen Hafen beteiligt.